# Richard Kuhn
Richard Kuhn, född 3 december 1900 i Wien, Österrike, död 31 juli 1967 i Heidelberg, Tyskland, var en österrikisk-tysk biokemist. År 1934 erhöll han guldmedaljen Adolf-von-Baeyer-Denkmünze. Det var sista gången utmärkelsen utdelades före andra världskriget. År 1938 erhöll han Nobelpriset i kemi för sitt arbete med vitaminer och karotenoider. Dock förbjöds han av Adolf Hitler att motta priset.

## Biografi
Kuhn gick på läroverk och gymnasium i Wien. Hans intresse för kemi började tidigt, men han hade många intressen och bestämde sig sent för att studera kemi. Åren 1910 och 1918 var han skolkamrat med Wolfgang Pauli, som tilldelades Nobelpriset i fysik 1945. Från 1918 studerade Kuhn kemi vid universitetet i Wien. Han avslutade sina kemistudier vid Münchens universitet och disputerade 1922 under handledning av Richard Willstätter för ett vetenskapligt arbete om enzymer.
År 1928 gifte sig Kuhn med Daisy Hartmann och paret fick därefter två söner och fyra döttrar. 
Kuhn dog 1967 i Heidelberg, Tyskland, 66 år gammal. 

## Karriär och vetenskapligt arbete
Efter examen fortsatte Kuhn sin vetenskapliga karriär, först i München, sedan vid ETH Zürich och från 1929 och framåt vid universitetet i Heidelberg, där han var chef för kemiavdelningen från och med 1937.
Kuhns studieområden omfattade: undersökningar av teoretiska problem inom organisk kemi (stereokemi av alifatiska och aromatiska föreningar, synteser av polyener och kumulener, konstitution och färg och kolvätens surhet), samt omfattande fält inom biokemi (karotenoider, flaviner, vitaminer och enzymer). Specifikt utförde han viktigt arbete med vitamin B2 och antidermatit vitamin B6.
År 1929 blev han rektor för Institutet för kemi vid det nygrundade Kaiser Wilhelm-institutet för medicinsk forskning (som sedan 1950 har bytt namn till Max Planck-institutet för medicinsk forskning) i Heidelberg. År 1937 tog han också över administrationen av detta institut.
Utöver dessa uppgifter tjänstgjorde han också som professor i biokemi vid universitetet i Heidelberg, och under ett år var han gästforskningsprofessor inom fysiologisk kemi vid University of Pennsylvania, Philadelphia.
Han tilldelades därefter Nobelpriset i kemi 1938 för sitt "arbete med karotenoider och vitaminer", men avvisade priset eftersom Hitler hade förbjudit tyska medborgare att acceptera det. I ett handskrivet brev beskrev han till och med tilldelningen av priset till en tysk som en inbjudan att bryta mot ett dekret från Führer. Han kunde dock motta priset efter andra världskriget. Kuhn tillskrivs också upptäckten av det dödliga nervmedlet Soman 1944.
Kuhn var redaktör för Justus Liebigs Annalen der Chemie från 1948. 
Kuhn samarbetade med högt uppsatta nazistiska tjänstemänoch fördömde tre av sina judiska medarbetare 1936. För detta förklarade Gesellschaft Deutscher Chemiker (GDCh) år 2005 sin avsikt att inte längre dela ut Richard Kuhn-medaljen med motiveringen: "Styrelsen för GDCh avser att sluta dela ut medaljen uppkallad efter den organiska kemisten, Richard Kuhn, på grund av hans otvivelaktiga stöd till nazistregimen och därmed inte lämplig att tjäna som en förebild och eponym för en viktig utmärkelse, främst på grund av hans oreflekterade forskning om giftgas, men också på grund av hans beteende gentemot judiska kollegor." (Nachrichten aus der Chemie 54, maj 2006, s. 514).

## Utmärkelser och hedersbetygelser
- Adolf von Baeyer-medaljen,  1934
- Cothenius-medaljen,  1937
- Nobelpriset i kemi,  1938[7][8]
- Goethepriset,  1942
- Emil-von-Behring-Preis,  1944
- Wilhelm Exner-medaljen,  1952[9]
- Paul Ehrlich och Ludwig Darmstaedter-priset,  1958
- Hedersdoktor vid Wiens universitet,  1960[10]
- Österrikes hederskors för vetenskap och konst,  1961[6]
- Wiens pris för vetenskap,  1962
- Centenary Prize från Royal Society of Chemistry,  1962
- Pour le Mérite för vetenskap och konst

[Redigera Wikidata]